# 門司機関区
門司機関区（もじきかんく）は、福岡県北九州市門司区にある日本貨物鉄道（JR貨物）の車両基地・乗務員基地（機関区）である。

## 概要
北九州貨物ターミナル駅及び門司駅に隣接しており、両駅との間で入出区が行われる。九州島内の貨物列車牽引用機関車及び各ターミナルに配置する入換動車が全て所属しており、それらの機関車および貨車（JR九州所有のチキ5500・チキ6000の委託含む）の検査（交番検査・仕業検査・臨時検査）修繕を行っている。また、JR貨物九州支社管内では最大の組織でもある。
貨車の交番検査は、旧門司客貨車区を承継した検修施設で実施していたが、北九州貨物ターミナル駅の建設に伴い旧門司客貨車区の施設は撤去され、以後は電気機関車の検修庫で貨車の交番検査も実施している。また、この際、機関車についても、施設の縮小により検修体制が再編され、台車やエンジンの脱着・分解整備等を行う電気機関車の台車検査及びディーゼル機関車の第2交番検査Bは、小倉車両所に移管されている。
鹿児島県鹿児島市に鹿児島派出を設置している（後述）。

## 所在地
福岡県北九州市門司区大里新町11番1号：北九州貨物ターミナル駅（門司駅）構内

## 配置車両に表示される略号
- 「門」…門司を意味する「門」から構成される。
- 機関車に配される区名札は黒地に白文字だが、EF81形300番台のみ白地に黒文字の区名札が用いられている。

## 所属車両
2025年3月現在。
電気機関車
- EH500形
  - 3次形の15両（45 - 50・65 - 73）が所属している[6]。
  - 全般検査時は北陸経由で無動力回送され、大宮車両所にて施行される[7]。
  - 運用区間は、幡生操車場 - 福岡貨物ターミナル駅 - 鳥栖貨物ターミナル駅間[8]。従来、EF81形重連牽引であった幡生操車場 - 福岡貨物ターミナル駅間の運用を置き換えた。
  - 2018年に福岡貨物ターミナル駅以南の熊本操車場まで試験的に入線しており、線路の負荷などを検証した後、今後の運用拡大が予想される。
  - 線路規格が3～4級線と低い日豊本線大分駅以南、鹿児島本線八代駅以南には入線していない。

- EF510形
  - 300番台17両（301 - 317）が所属している[6]。
  - 九州地区専用機として、2021年12月に量産先行機の301号機が[9][10]、量産機としては2024年3月16日のダイヤ改正までに302 - 308号機の7両[11]、2025年3月15日のダイヤ改正までに309 - 317号機の9両が配置された[6]。合計17両が投入され、既存のED76形及びEF81形の運用を置き換えた[6]。
  - 運用区間は、北九州貨物ターミナル駅 - 鹿児島貨物ターミナル駅・鍋島駅・延岡駅間[8]。試運転では幡生操車場まで乗り入れる[12]。
  - 2024年3月16日のダイヤ改正で、日豊本線の定期貨物列車は全て本形式による運用が所定となった[13]。2025年3月15日のダイヤ改正で、鹿児島本線鳥栖貨物ターミナル駅以南及び長崎本線も全て本形式による運用が所定となった[8]。

- ED76形
  - 0番台1両、1000番台2両の計8両（81・1015・1017 - 1022号機）が所属している[6]。
  - 2025年3月15日のダイヤ改正で定期運用が終了した[8]。
  - 運用最末期の2024年3月16日改正ダイヤでは、運用区間は北九州貨物ターミナル駅 - 鹿児島貨物ターミナル駅・鍋島駅間であった[13]。このダイヤ改正で日豊本線での定期運用がなくなっていた[13]。
  - 全般検査・台車検査は小倉車両所で施行していた[4][5]。
  - 81号機は、九州旅客鉄道（JR九州）からの購入機である。
  - 国鉄時代末期の合理化により鹿児島機関区の所属機が転入して配置が集約され、九州島内の交流電化区間の貨物営業線区全域で運用された[14]。JR九州からの余剰機の購入も行われた[14]。

- EF81形
  - 300番台1両、400番台3両、450番台4両、500番台1両の計9両（303・403・404・406・451 - 452・454 - 455・501号機）が所属している[6]。
  - 2025年3月15日のダイヤ改正で定期運用が終了した[8]。
  - 運用最末期の2024年3月16日改正ダイヤでは、運用区間は北九州貨物ターミナル駅 - 八代駅間及び熊本操車場入換であった[13]。
  - 全般検査・台車検査は小倉車両所で施行し[4][5]、出場時の試運転では直流機器の走行テストも兼ねて山陽本線幡生操車場まで乗り入れていた。
  - 2010年12月15日に初めて鹿児島貨物ターミナル駅までの運用に就いた[15]。
  - 2012年3月17日のダイヤ改正より幡生操車場への乗り入れ運用が消滅した[16]。
  - 2013年3月16日のダイヤ改正より初めて南延岡駅までの運用に就いた[17]。
  - 2024年3月16日のダイヤ改正では運用が大幅に縮小され、日豊本線及び長崎本線での定期運用がなくなり、鹿児島本線も八代駅以北と熊本操車場入換のみの運用となっていた[13]。
  - 門司機関区においては元来、関門トンネル区間での運用のために導入された機関車であり、国鉄時代の1973 - 1975年に300番台が新製投入された後、1986 - 1987年に400番台が改造投入され、300番台の重連総括制御化改造と併せてEF30形を置き換えた[18]。JR貨物発足後は、1991 - 1992年に450番台が新製投入された他[19]、九州島内の運用を拡大して以降は、富山機関区からの余剰機の転入も行われた[20]。

ディーゼル機関車
- DB500形
  - 0番台1両（下関駅1号機）、2021年より50番台3両（西大分駅・延岡駅）が所属している[7][21][22][23][24]。50番台は、2021年の新製時には51・52号機が西大分駅に、53号機が延岡駅に配置された[7]が、2024年の第2交番検査B施行時に配置が一部変更となり、51号機が延岡駅、52・53号機が西大分駅の配置となった[25]
  - 全般検査・第2交番検査Bは、製造メーカーの北陸重機工業に委託される[7][25]。

### 過去の所属車両
民営化以降の在籍歴のある車両（ごく一時的なものや運用実績のないものは除く）について記載。それ以外については歴史節を参照。
ディーゼル機関車
- DD51形
  - 国鉄時代末期の合理化により直方機関区の所属機が転入して配置が集約され、筑豊本線・平成筑豊鉄道伊田線・日田彦山線・苅田港線等の貨物列車牽引のほか、筑豊本線では客車旅客列車の牽引も行っていたが、該当線区の貨物取扱の廃止や客車旅客列車の廃止により、2005年1月までに全ての運用がなくなり、一旦配置は廃止となった。その後、2010年3月に、幡生機関区厚狭派出の廃止により同区の所属機が転入し、美祢線・山口線（美祢駅 - 岡見駅間）の貨物列車の運用を担当することとなったが[26]、2014年3月にこの貨物列車の運行も終了したため、再び配置は廃止となった[27]。
  - 全般検査・第2交番検査Bは、小倉車両所で施行していた[4][5]。

- DE10形
  - 国鉄時代末期の合理化により香椎機関区・直方機関区の所属機が転入して配置が集約され、鹿児島本線大牟田駅以北・日豊本線南延岡駅以北の主要貨物取扱駅の常駐入換や、小倉車両所入出場・試運転列車の牽引、田川線（転換前）や博多臨港線非電化区間の貨物列車牽引等に使用されたが、該当駅・線区の貨物取扱の廃止や他区所属のHD300形・DD200形等への置換えその他により全ての運用がなくなり、2023年3月までに配置は廃止となった[28]。
  - 全般検査・第2交番検査Bは、小倉車両所で施行していた[4][5]。

## 運転士乗務範囲
- 山陽本線：幡生操車場 - 北九州貨物ターミナル駅間[2]
- 鹿児島本線：門司駅 - 鳥栖駅間、千早操車場 - 福岡貨物ターミナル駅間[2]
- 日豊本線：小倉駅 - 西大分駅[2]
- 長崎本線: 鳥栖駅 - 鍋島駅[2]

## 歴史
- 1898年（明治31年）4月1日：九州鉄道大里機関庫として創設[29]。
- 1907年（明治40年）7月1日： 九州鉄道の国有化により官設鉄道に移管[30]。
- 1911年（明治44年）10月1日：関門航路貨客分離に併せて門司駅構内に大里機関庫門司分庫を開設。
- 1925年（大正14年）12月：C51形蒸気機関車を新製配置[31]。
- 1929年（昭和4年）7月：D50形蒸気機関車を新製配置[32]。
- 1935年（昭和10年）：C55形蒸気機関車を新製配置[33]。
- 1936年（昭和17年）
  - 3月：D51形蒸気機関車を新製配置[34]。
  - 9月1日：大里機関区に改称[30]。大里機関庫門司分庫は同区門司支区に改称。
- 1942年（昭和17年）
  - 4月1日：門司機関区に改称[29]。関門トンネル用のEF10形電気機関車を配置[30]。大里機関区門司支区は門司港支区に改称し敗戦前後に門司港機関区として分離独立。旅客用蒸気機関車はおもに門司港機関区の所属となる[35]。
  - 11月15日：関門トンネルでの旅客列車運転を開始[30]。
- 1955年（昭和30年）11月：D52形蒸気機関車が転入[36]。6両を1962年（昭和37年）秋まで門司操車場 - 鳥栖操車場間で運用[36]。
- 1960年（昭和35年）12月24日：東小倉機関区を統合[30]。
- 1961年（昭和36年）
  - 4月13日：鹿児島本線門司港駅 - 久留米駅間の電化が完成[30]。
  - 8月6日：ED72形電気機関車1号機が到着し、実習を開始[30]。
  - 8月12日：関門トンネル区間においてEF30形電気機関車の運用を開始[30]。
  - 10月31日：EF10形電気機関車の転属を完了[30]。
- 1962年（昭和37年）
  - 2月26日：最初のディーゼル機関車（DD13 122）が到着[30]。
  - 5月3日：ED72形電気機関車の本運用を開始[30]。
  - 11月8日：ED73形電気機関車1号機が到着[30]。
- 1965年9月：ED75形電気機関車300番台及びED76形電気機関車を配置[30][37]。
- 1967年（昭和42年）10月1日：日豊本線電化（小倉駅 - 新田原駅）。
- 1973年（昭和48年）
  - 8月14日：EF81形電気機関車300番台を配置[30][38]。
  - 9月30日：日田彦山線無煙化により蒸気機関車の運用廃止[30]。
- 1980年（昭和55年）10月：EF70形電気機関車が転入し、運用を開始[39]。
- 1982年（昭和57年）：ED72形・ED73形電気機関車の運用を終了。
- 1984年（昭和59年）
  - 2月：EF70形電気機関車の配置を廃止[40]。
  - 4月1日：門司港、若松、行橋の各機関区を門司機関区に吸収統合。
- 1986年（昭和61年）3月：ED75形電気機関車300番台の配置を廃止。EF81形電気機関車基本番台の転入を開始し、以後順次400番台に改造[18]。
- 1987年（昭和62年）
  - 3月1日：門司客貨車区を統合[41]。EF30形電気機関車の運用を終了[18]。
  - 4月1日：国鉄分割民営化に伴い日本貨物鉄道門司機関区として発足[42]。
- 1991年（平成3年）7月：佐土原駅のコンテナ取扱開始（宮崎コンテナセンターの機能移転）・貨物列車発着再開により、日豊本線での運用を同駅まで延長[43]。
- 1993年（平成5年）3月18日：東小倉、浜小倉、熊本の各派出所を駅に統合。
- 1995年（平成7年）4月20日：直方機関区を統合。関門間全面受託。
- 1996年（平成8年）3月：佐世保線有田駅の自動車代行化[44]により、同線での運用を終了。日田彦山線石原町駅からの石灰石・セメントクリンカー輸送終了[45]により、同線での運用を終了。
- 1997年（平成9年）3月22日：日豊本線受委託全面解消。
- 1998年（平成10年）10月：日豊本線佐土原駅の自動車代行化[46]により、同線での運用を南延岡駅以北に短縮。
- 1999年（平成11年）
  - 7月：長崎本線長崎駅の自動車代行化により、同線での運用を鍋島駅以東に短縮[47]。
  - 10月：北九州貨物ターミナル駅建設に伴い、扇形庫・転車台（電化・無煙化後はディーゼル機関車（DL）の留置・交番検査等に使用）を用途廃止[48][49]。代替のDL交番検査庫（1線）をDL仕業検査庫横に増設。扇形庫・転車台は2000年（平成12年）7月から9月にかけて解体[50]。
- 2001年（平成13年）10月：筑豊本線電化に伴う普通客車列車廃止[51]により、同線旅客列車牽引受託を終了。
- 2004年（平成16年）3月：平成筑豊鉄道伊田線金田駅からのセメント輸送廃止[52][53]により、同社線への運用を終了。
- 2005年（平成17年）1月：苅田港駅発着貨物列車の休止により、DD51形ディーゼル機関車の運用を一旦終了。
- 2007年（平成19年）3月：EH500形電気機関車の運用を開始[54]。
- 2010年（平成22年）3月：幡生機関区厚狭派出の廃止により、美祢線・山口線（美祢駅 - 岡見駅間）運用のDD51形ディーゼル機関車が当区に移管され、同形式の運用管理・交番検査等を再び担当[26]。
- 2014年（平成26年）3月：美祢駅 - 岡見駅間貨物列車廃止により、DD51形ディーゼル機関車の運用を終了[27]。
- 2023年（令和5年）
  - 2月：EF510形電気機関車300番台の運用を開始[55]。
  - 3月：この月のダイヤ改正までにDE10形ディーゼル機関車の配置を廃止[28]。
  - 8月：日豊本線南延岡駅からの化成品輸送終了[56]により、同線での運用を延岡駅以北に短縮。

### その他
本州 - 九州間で寝台特急列車やムーンライト九州などの客車列車の運転があった当時、それらの牽引のために九州旅客鉄道（JR九州）が保有していた電気機関車も、通常は門司機関区を拠点として運用され（1999年6月時点で、EF81形400番台は保有4両中2両、ED76形は保有12両中8両が駐在）、交番検査以上の検査施行時に配置区の大分運転所→豊肥久大運輸センターに入出区していた。これらの客車列車は鳥栖以北・大分以北の区間で一部に門司機関区の運転士が乗務することもあった。
2009年（平成21年）3月14日ダイヤ改正でのはやぶさ・富士廃止による九州方面の寝台特急列車全廃、同年8月のムーンライト九州用14系客車の廃車による同列車の事実上の運転終了により、旅客会社所属機の駐在・乗務受託は解消されている。
その後は、団体列車としてJR西日本の客車列車が下関駅 - 門司駅間を走行して九州入りすることがあったが、JR九州が電気機関車を淘汰・全廃したため、その場合は下関駅においてJR九州のDE10による重連で牽引され、九州上陸後もそのまま牽引した。
JR貨物は、2001年（平成13年）10月までは筑豊本線の客車列車の牽引をJR九州から受託しており、当機関区に所属していたDD51形が運用されていた。
その他、客車列車が大幅に遅延した場合や機関車運用が乱れた際などは、本来のJR九州所属のEF81形に代わって当機関区の機関車がピンチランナーとして牽引することもあった。

## 鹿児島派出
鹿児島派出（かごしまはしゅつ）は、鹿児島県鹿児島市にある日本貨物鉄道（JR貨物）の乗務員区所である。

### 所在地
鹿児島県鹿児島市浜町2-6（鹿児島貨物ターミナル駅構内）

### 歴史
- 2004年（平成16年）3月13日 : 発足[2]。

### 運転士乗務範囲
- 鹿児島本線・肥薩おれんじ鉄道線：熊本駅 - 鹿児島貨物ターミナル駅間[2]